# Zomertangare
De zomertangare (Piranga rubra) is een zangvogel uit de familie Cardinalidae (kardinaalachtigen).

## Verspreiding en leefgebied
Deze soort telt twee ondersoorten:
- Piranga rubra cooperi: zuidwestelijke Verenigde Staten en noordelijk Mexico.
- Piranga rubra rubra: oostelijke Verenigde Staten.